# 天主教加里教區
天主教加里教區（拉丁語：Dioecesis Gariensis）是美國一個羅馬天主教教區，屬印第安納波利斯總教區。教區於1956年12月17日成立。
範圍包括印第安納州西北部，教座位於加里。2006年有教友185,550人（佔轄區總人口23.8%）、七十六個堂區、145名司鐸。現任教區主教為羅勃·J·麥克洛里，榮休主教為戴爾·J·梅爾切克。